# Encinos, Puebla
Encinos är en ort i Mexiko.   Den ligger i kommunen Puebla och delstaten Puebla, i den sydöstra delen av landet, 110 km öster om huvudstaden Mexico City. Encinos ligger 2 326 meter över havet och antalet invånare är 168.
Terrängen runt Encinos är kuperad österut, men västerut är den platt. Runt Encinos är det mycket tätbefolkat, med 2 614 invånare per kvadratkilometer. Närmaste större samhälle är Puebla de Zaragoza, 10,7 km sydväst om Encinos. Trakten runt Encinos består till största delen av jordbruksmark.